# Lichtensteiger Ferenc
Lichtensteiger Ferenc (Kalocsa, 1825. május 5. – Kalocsa, 1895. január 26.) kalocsai segédpüspök.

## Pályafutása
A gimnázium 6. osztályát Kalocsán végezte, majd az ottani szemináriumba jelentkezett. Filozófiai tanulmányait Egerben, a teológiát a kalocsai nagyszemináriumban végezte. 1848. július 5-én szentelték pappá.
Először két évig az egyházmegyei iroda munkatársa és emellett kalocsai káplán lett. 1852-től a bajai gimnázium hittanára, majd 1853-tól érseki iktató és szertartó, ezt követően érseki titkár volt. 1860-tól oldalkanonok, főegyházmegyei főtanfelügyelő, a Kalocsai Iskolanővérek iskoláinak gondnoka. 1867-től apát, 1868-tól a Páli Szent Vincéről nevezett Irgalmas Nővérek igazgatója volt, 1875-ben zsinati vizsgáló. 1876-tól általános helynökként és ügyhallgatóként, 1878-tól a szeminárium rektoraként és az idős és beteg papok intézetének elöljárójaként szolgált. 1878. április 1-jétől 1888. december 24-ig a Kalocsai Néplap kiadója volt. 1879-től drivasztói választott püspök.
A kalocsai főszékeskáptalanban 1860. augusztusától ifjabb, 1864. augusztus 25-től idősebb mesterkanonok. 1865. augusztus 30-tól tiszai, 1866. október 15-től bácsi, 1868. november 16-tól főszékesegyházi főesperes. 1869. szeptember 29-től őr-, 1875. június 5-től éneklő, 1881. június 9-től olvasókanonok.

### Püspöki pályafutása
1881. május 13-án tipasai címzetes püspökké és kalocsai segédpüspökké nevezték ki. Június 5-én szentelte püspökké Haynald Lajos kalocsai érsek, Schuster Konstantin kassai püspök és Németh József csanádi segédpüspök segédletével. 
Érseki helynök. 1888. május 1-jétől nagyprépost. Adományairól, a szegények támogatásáról volt ismert.